# POWER OF LOVE (JUDY AND MARYの曲)
『POWER OF LOVE』（パワー・オフ・ラブ）は、日本のロックバンド、JUDY AND MARYのデビューシングル。

## 解説
- 1993年9月21日にエピックレコーズよりリリースされた。
- 本作の2曲はアルバム『J・A・M』に収録された。

## 収録曲
全曲 作詞：YUKI、作曲：恩田快人、編曲：JUDY AND MARY
1. POWER OF LOVE (4:45)
2. MAKE UP ONE'S MIND (2:52)

## 収録アルバム
- BE AMBITIOUS (#1,2、2曲とも原曲)
- J・A・M (#1,2)
- FRESH (#1、完奏するバージョン)
- COMPLETE BEST ALBUM「FRESH」 (#1)